# Димитър Антонов (актьор)
Димитър Зографчиев Антонов е български драматичен актьор.

## Биография
Роден е в Калофер през 1859 г. По време на Руско-турската война от 1877-1878 г. е доброволец-санитар. Заедно с ранени войници заминава за Руската империя, където се запознава с театралното изкуство.
След като се завръща в България е назначен за охотник в жандармерията в Източна Румелия, а след това е старши стражар в Тъмръш. През 1882-1883 г. е служител и вестникар в редакцията на вестник „Кукуригу“, издаван от Стефан Попов.
През 1883 г. е сред основателите на Българската театрална трупа в Пловдив, ръководена от Коста Сапунаров и Стефан Попов. Тя е подпомогната със 75 000 гроша, отпуснати от директора на Дирекция на народното просвещение на Източна Румелия Константин Величков. В нея играе до 1885 г.
По време на Сръбско-българската война взима участие като кавалерист.
От 1888 до 1890 г. играе в софийската трупа „Основа“, а след това в частната пътуваща трупа „Основа“ на Антон Попов. През 1890 г. се жени за чешката актриса Милка Вернерова, която по това време играе в същата трупа. Между 1890 и 1892 г. работи в Драматическото отделение на Столичната драматическо-оперна трупа. От 1892 до 1904 г. е актьор в „Сълза и смях“. През 1902 г. е назначен за помощник-режисьор в трупата. Умира на 21 май 1904 г. в София.

## Роли
Димитър Антонов играе множество роли, по-значимите са:
- Бобчински – „Ревизор“ на Николай Гогол
- Динко – „Вампир“ на Антон Страшимиров
- Яго – „Отело“ на Уилям Шекспир
- Вурм – „Коварство и любов“ на Фридрих Шилер
- Любим Торцов – „Бедността не е порок“ на Александър Островски
- Исак – „Иванко“ на Васил Друмев[1]